# شهرستان ملت (داکوتای جنوبی)
شهرستان ملت، داکوتای جنوبی (به انگلیسی: Mellette County, South Dakota) یک سکونتگاه مسکونی در ایالات متحده آمریکا است که در داکوتای جنوبی واقع شده‌است.

## خصوصیات
شهرستان ملت ۳٬۳۹۲ کیلومترمربع مساحت دارد.